# Josef Schork
Josef Schork (* 7. April 1934 in Worms) ist ein deutscher ehemaliger Gymnasiallehrer und Studiendirektor.

## Leben
Schork kam in Worms als Sohn des Schreinermeisters Jakob Schork und seiner Ehefrau Emilie Schork (geb. Polcher), einer kaufmännischen Angestellten, auf die Welt. Nach seinem Abitur 1953 studierte er an Universitäten in Mainz und Bonn Geschichte und Deutsch. Nach seinem 2. Staatsexamen für das höhere Lehramt trat er 1961 in den rheinland-pfälzischen Staatsdienst ein und unterrichtete bis zu seiner Pensionierung 1996 die Fächer Deutsch, Geschichte und Gemeinschaftskunde an Gymnasien in Kirn und Worms. Am Eleonoren-Gymnasium Worms war er seit 1973 als Studiendirektor tätig.

## Ehrenamtliche Aktivitäten
Schork engagiert sich seit 1962 in verschiedenen sozialen und kulturellen Projekten. Er gründete 1962 die Wormser Aktionsgruppe der Deutschen Lepra- und Tuberkulosehilfe (DAHW), engagiert sich seit 1964 in der Pfarrgemeinde Liebfrauen in Worms und war 1978–2010 Vorsitzender des Kreisverbandes Worms im Landesverband Rheinland-Pfalz der Europa-Union Deutschland (EUD). Im Bundesvorstand der DAHW war Schork 1969–1999 für die Medienarbeit zuständig. Im Rahmen von mehreren Gala-Benefizveranstaltungen in Zusammenarbeit mit dem ZDF wurden über 5 Millionen Euro an Spenden gesammelt. Unter anderem wurden mit diesen Geldern zwei Lepraprojekte in Madagaskar, die den Namen „Worms“ tragen, und eine Ambulanz in Äthiopien aufgebaut. Josef Schork ist seit 2010 Ehrenvorsitzender des EUD-Kreisverbandes Worms.
Er widmet sich seit seiner Pensionierung vorwiegend der Publikation seiner Forschungsergebnisse zur Wormser Kirchen- und Stadtgeschichte.

## Politische Aktivitäten
Schork gehört seit 1964 dem CDU-Ortsverband Worms-Hochheim an.

## Ehrungen
- Bundesverdienstkreuz am Bande (1981)[4]
- Ehrenplakette der Stadt Bydgoszyz (Polen) (1990)
- Bundesverdienstkreuz I. Klasse (1996)[4]
- Deutsches Aussätzigen Hilfswerk Ehrenpreis (1999)
- Europa-Union Deutschland Ehrenmedaille (2003)[4]
- Ehrenring der Stadt Worms (2007)[4][5]

## Veröffentlichungen
- ‚Eleonore‘ auf Madagaskar – in der Tradition Wormser Leprahilfe. In: Staatliches Eleonorengymnasium Worms 1874–1974. Wormser Verlagsdruckerei H.J. Westbrock, Worms 1974, S. 76 ff.
- MSS-Beratung an unserer Schule. In: Eleonorengymnasium Worms 1974–1984. Wormser Verlagsdruckerei H.J. Westbrock, Worms 1984, S. 111 ff.
- Zu den spätantiken Anfängen des Christentums im Raum Worms. In: Der Wormsgau. Band 21. H.Fischer Rheinische Druckerei, Worms 2002, S. 7 ff.
- Die Anfänge des Christentums in Worms und die besondere Stellung von Liebfrauen. In: Der Springende Punkt 4. Druckerei J. Schwab, Worms 2002, S. 40 ff.
- ‚Wormser‘ Päpste in ihrer Bedeutung für Kirche und Welt. In: Der springende Punkt 4. Druckerei J. Schwab, Worms 2006, S. 29 ff.
- Das Wormser ‚Gutleuthaus‘ im Spätmittelalter und die besondere Rolle des Andreasstifts. In: Die Klapper. Band 15. Burlage, Münster 2007, S. 15 ff.
- Zur Stiftsverfassung von St. Andreas in Worms. In: Archiv für mittelrheinische Kirchengeschichte. Band 59. Druckmedien Speyer, Speyer 2007, S. 75 ff.
- Die Stiftsangehörigen des Kollegiatstifts St. Andreas in Worms vom 11. bis zur Mitte des 16. Jahrhunderts. Personalstruktur und prosopographischer Aufriss. In: Der Wormsgau. Band 25. H. Fischer Rheinische Druckerei, Worms 2007, S. 117 ff.
- Aus der Geschichte des Andreasstiftes in Worms. In: Archiv für hessische Geschichte und Altertumskunde. Band 65. Druckerei Lokay, Reinheim 2007, S. 1 ff.
- Zur Geschichte des Johanniter-Ritterordens und seiner Wormser Kommende. In: Blätter für pfälzische Kirchengeschichte. Band 76. G. Braun Buchverlag, Speyer 2009, S. 1 ff.
- Die Wallfahrt nach Liebfrauen zu Worms – auf dem Hintergrund christlicher Marienverehrung. In: Der Springende Punkt. Band 1. Druckerei J. Schwab, Worms 2009, S. 25 ff.
- Vorkämpfer einer guten Sache. Zur 900- jährigen Geschichte des Johanniter-Ordens und seiner Wormser Kommende. In: Heimatjahrbuch der Stadt Worms. H. Fischer Rheinische Druckerei, Worms 2009, S. 143 ff.
- Zur Valentinus-Verehrung in Worms. In: Archiv für hessische Geschichte und Altertumskunde. Band 68. Druckerei Lokay, Reinheim 2010, S. 27 ff.
- 65 Jahre Europa-Union Worms. In: Heimatjahrbuch der Stadt Worms. H. Fischer Rheinische  Druckerei, Worms 2012, S. 124 ff.
- Europa in der Schule. In: Heimatjahrbuch der Stadt Worms. H. Fischer Rheinische Druckerei, Worms 2013, S. 41 ff.
- Vom Rhein zur Weichsel. In: Heimatjahrbuch der Stadt Worms. H. Fischer Rheinische Druckerei, Worms 2013, S. 46 ff.
- Zu Besitzentwicklung und Klerikerversorgung des Andreasstifts in Worms bis in die Anfänge des 16. Jahrhunderts. In: Archiv für hessische Geschichte und Altertumskunde. Band 71. Druckerei Lokay, Reinheim 2013, S. 1 ff.
- Die Valentinus-Verehrung in Worms. In: Der Springende Punkt. Band 4. Druckerei J. Schwab, Worms 2014, S. 21 ff.